# Болер (Висконсин)
Болер (енгл. Bowler) град је у америчкој савезној држави Висконсин.

## Демографија
По попису из 2010. године број становника је 302, што је 41 (-12,0%) становника мање него 2000. године.
| Група             | 2000.       | 2010.       |
| Белци             | 268 (78,1%) | 222 (73,5%) |
| Афроамериканци    | 3 (0,9%)    | 0 (0,0%)    |
| Азијати           | 0 (0,0%)    | 0 (0,0%)    |
| Хиспаноамериканци | 0 (0,0%)    | 10 (3,3%)   |
| Укупно            | 343         | 302         |